# 小行星7627
小行星7627（7627 Wakenokiyomaro）是一颗围绕太阳公转的小行星。1977年2月18日，香西洋树、古川麒一郎在木曾町发现了此天体。
該小行星以奈良時代末期至平安時代初期備前國藤野郡貴族和氣清麻呂命名。
这颗小行星的绝对星等为247.8706829671724等。